# Wonokerto (Suruh)
Wonokerto is een bestuurslaag in het regentschap Trenggalek van de provincie Oost-Java, Indonesië. Wonokerto telt 1395 inwoners (volkstelling 2010).